# Pontonema leidyi
Pontonema leidyi is een rondwormensoort uit de familie van de Oncholaimidae. De wetenschappelijke naam van de soort is voor het eerst geldig gepubliceerd in 1956 door Mawson.